# فريدريك فورست
فريدريك فورست (بالإنجليزية: Frederic Forrest)‏ (و. 1936 – م) هو ممثل، وممثل تلفزيوني من الولايات المتحدة الأمريكية . ولد في وكساهاتشي، تكساس .

## روابط خارجية
- فريدريك فورست على موقع IMDb (الإنجليزية)
- فريدريك فورست على موقع قاعدة بيانات الأفلام العربية
- فريدريك فورست على موقع ألو سيني (الفرنسية)
- فريدريك فورست على موقع أول موفي (الإنجليزية)
- فريدريك فورست على موقع قاعدة بيانات الأفلام السويدية (السويدية)
- فريدريك فورست على موقع إن إن دي بي (الإنجليزية)
- فريدريك فورست على موقع قاعدة بيانات الفيلم (الإنجليزية)
- فريدريك فورست على موقع كينوبويسك (الروسية)